# 弗洛里安·畢卡索
弗洛里安·魯伊茲-畢卡索（法語：Florian Ruiz-Picasso，1990年2月21日—）是一名法國唱片騎師及音樂製作人。他是著名藝術家巴勃羅·畢卡索的曾孫子，在與馬汀·蓋瑞克斯及史蒂夫·青木合作過後漸漸受到關注。 2016年，他在《DJ》雜誌評為年度百大DJ的第38名。

## 早年生活
畢卡索生於越南，目前定居於法國坎城。他在三個月大時，被著名藝術家巴勃羅·畢卡索的孫女瑪莉娜·畢卡索（Marina Picasso）收養。畢卡索成長於瑞士，13歲開始接觸音樂，並在寄宿學校的活動上擔任唱片騎師。直到19歲時，他才開始全神貫注在他的音樂生涯。畢卡索擅長巴西柔術及降伏式摔角，曾拿下瑞士降伏式摔角冠軍。

## 職業生涯
畢卡索自16歲開始在各個著名夜店駐場，也曾為瑞典浩室黑手黨擔任開場嘉賓。2014年起，他開始獨挑大樑演出，登上超世代音樂節及明日世界電子音樂節等大型音樂派對。2015年4月27日，Mixmash唱片公司發行了他與製作人湯姆·泰格（Tom Tyger）合作的單曲〈Can't Stop〉。2015年11月16日，畢卡索推出另一支單曲〈Want It Back (Origami)〉。
2016年6月29日，畢卡索獲得尼基·羅米洛旗下的Protocol唱片獨家許可，透過艦隊音樂公司推出單曲〈Final Call〉。這首歌曲曾登上《告示牌》舞曲/混音電台榜第39名。2016年6月1日，Protocol推出這支單曲的音樂錄影帶，由Fauns / Clubbing Vision執導。2016年11月23日，斯宾尼唱片宣布畢卡索已簽約成為旗下的藝人，並將在12月2日推出單曲〈Cracked Wall〉。

## 音樂作品

### 單曲

#### 上榜單曲
| 單曲                                           | 年份 | 排行榜 最高名次     | 認證 | 專輯       |
| 單曲                                           | 年份 | 美國舞曲/混音電台榜 | 認證 | 專輯       |
| ---------------------------------------------- | ---- | ------------------- | ---- | ---------- |
| 〈Final Call〉                                 | 2016 | 39                  |      | 無收錄專輯 |
| 「－」表示該支單曲於該地區並未上榜或是未發行。 |      |                     |      |            |

## 外部連結
- 官方网站
- Beatport上的個人頁面 （页面存档备份，存于）